# 橫瀨泰繁
橫瀨泰繁（1486年—1545年10月14日）是日本戰國時代武將。橫瀨氏第7代當主。父親是橫瀨景繁（一說是橫瀨國經）。

## 生平
在文明18年（1486年）出生，家中長男。父親景繁在大永3年（1523年）於武藏國須賀的合戰中戰死，自身在此戰中亦負傷，不過仍然生還，於是繼承家督並成為當主（『由良文書』。不過根據『群馬縣史』的說法，此記載有誤，實際上須賀合戰是在康正元年（1455年）發生，戰死的是泰繁的曾祖父貞國，而繼承家督的是祖父國繁）。
仕於岩松昌純，以第一家老的身份專權。因此被昌純計劃除去，不過在此時先發制人而殺死昌純，並擁立昌純的嫡男氏純為岩松氏的新當主，此時繼續専權。天文14年（1545年），在下野壬生的合戰中戰死。享年60歲。繼承人是嫡男成繁。

## 人物
- 在泰繁一代，岩松氏實際是橫瀨氏的傀儡，而横瀨氏則成功化為戰國大名。在兒子成繁一代，殺死氏純並奪走金山城，並由横瀨氏改姓由良氏，自立並以上野國國人眾的身份，成為關東地方的戰國史中其中一個重要勢力。